# MIR 20A
MIR 20A – polski drewniany kuter rybacki.
Typ wprowadzono do produkcji w 1936 na podstawie projektów Morskiego Instytutu Rybackiego (stąd nazwa). Produkowany był w Gdyni, a wzorowany na rozwiązaniach holenderskich. Produkcja została wznowiona w latach 1946-1948 (Stocznia Północna, Stocznia Gdyńska, stocznia jachtowa w Gdańsku). Parametry techniczne jednostki były następujące: długość całkowita - 15 m, długość między pionami - 14,25 m, szerokość - 4,90 m, pojemność rejestrowa - 25 BRT, moc silnika - 70 KM, szybkość eksploatacyjna - 7 węzłów, załoga - 4 osoby.